# Луїза (острів)
Луїза (англ. Louisa Island) — скелястий острів поблизу південного узбережжя острова Тасманія (Австралія), входить до складу штату Тасманія. Площа острова 0,23 км ². Територія острова є частиною національного парку Саут-Вест.

## Географія
Острів Луїза віддалений приблизно на 0,3 км від південного берега Тасманії. Невелика затока на північний захід від острова називається «бухта Луїза». Найближчий мис узбережжя Тасманії, розташований на схід від острова, називається «мис Луїза» . Поряд з ним знаходиться гирло річки Луїза, нижня течія якої проходить через рівнину Луїза, а витік якої знаходиться поруч з горою Луїза. Під час відпливу острів Луїза з'єднується через томболо з піщаною косою, намитої в місці впадання річки Луїза.
Приблизно на 5 км на південь від острова Луїза віддалений острів Де-Вітт, який є найбільшим островом «групи островів Матсайкер», до якої, крім нього, відносять острови Матсайкер, Флат Вітч, Вокер та інші.
Найвища точка острова Луїза — 82 м.

## Флора і фауна

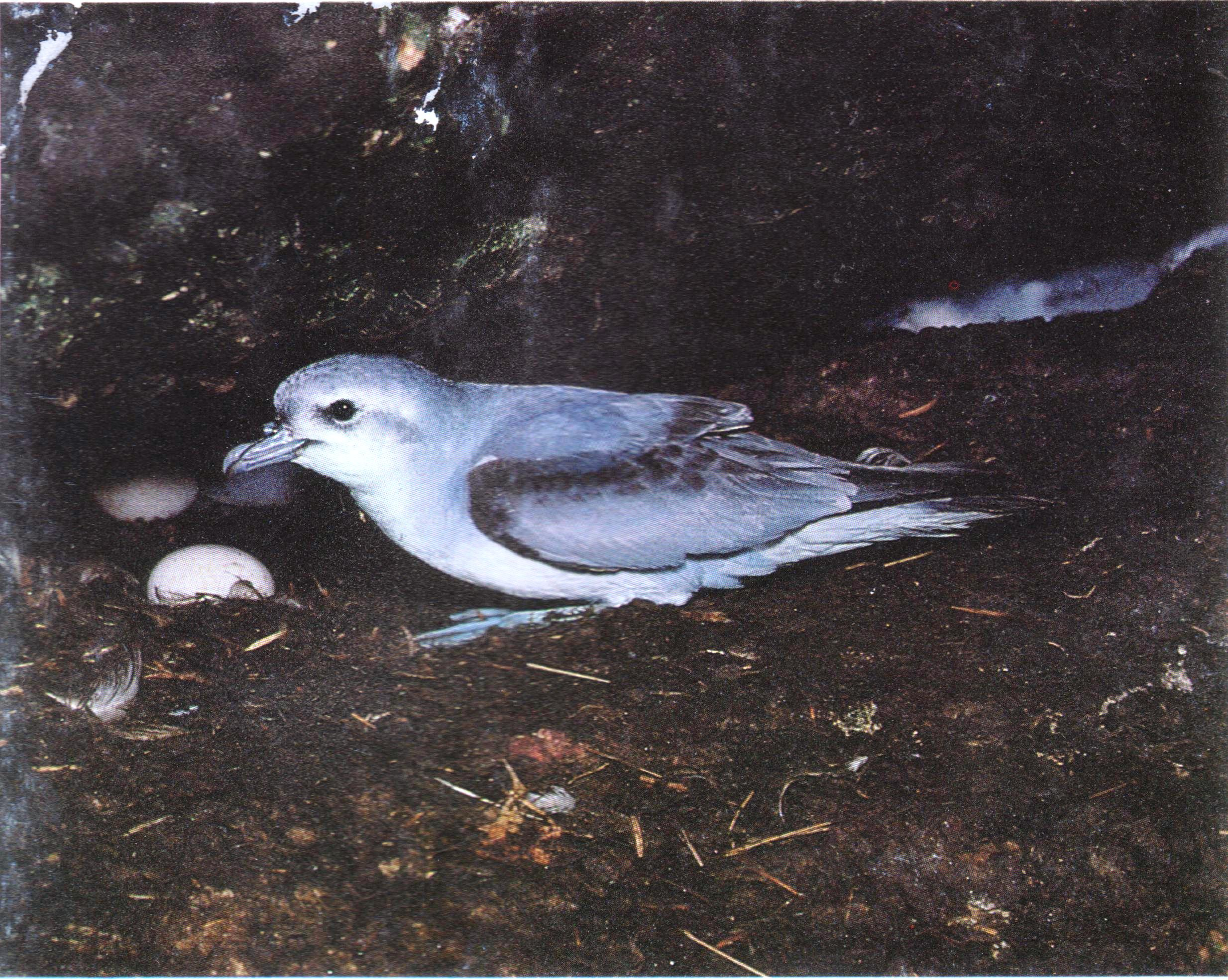
На острові розмножуються снігові китові пташки

На більшій частині території острова зустрічаються густі хащі австралійського орляка (Pteridium esculentum), також ростуть тонконасінник мітлоподібний (Leptospermum scoparium) та інші рослини. У центральній частині зустрічаються евкаліптові дерева — евкаліпт яйцеподібний (Eucalyptus ovata) і Eucalyptus nitida.
На острові зустрічаються малі пінгвіни, тонкодзьобі буревісники, Pelecanoides urinatrix, пріони сніжні, австралійські чайки, австралійські кулики-сороки, сірі крижні, білощокі чаплі, сапсани, бронзовокрилі голуби-фапс, чорні ворони-флейтисти, тасманійські круки, деякі види медососових та інші птахи.
Зі ссавців на острові водяться тасманійські падемелони і трипалі щурячі потору (Potorous tridactylus), а із плазунів — тасманійські деревні сцинки (Niveoscincus pretiosus).